# Kruchaweczka białotrzonowa

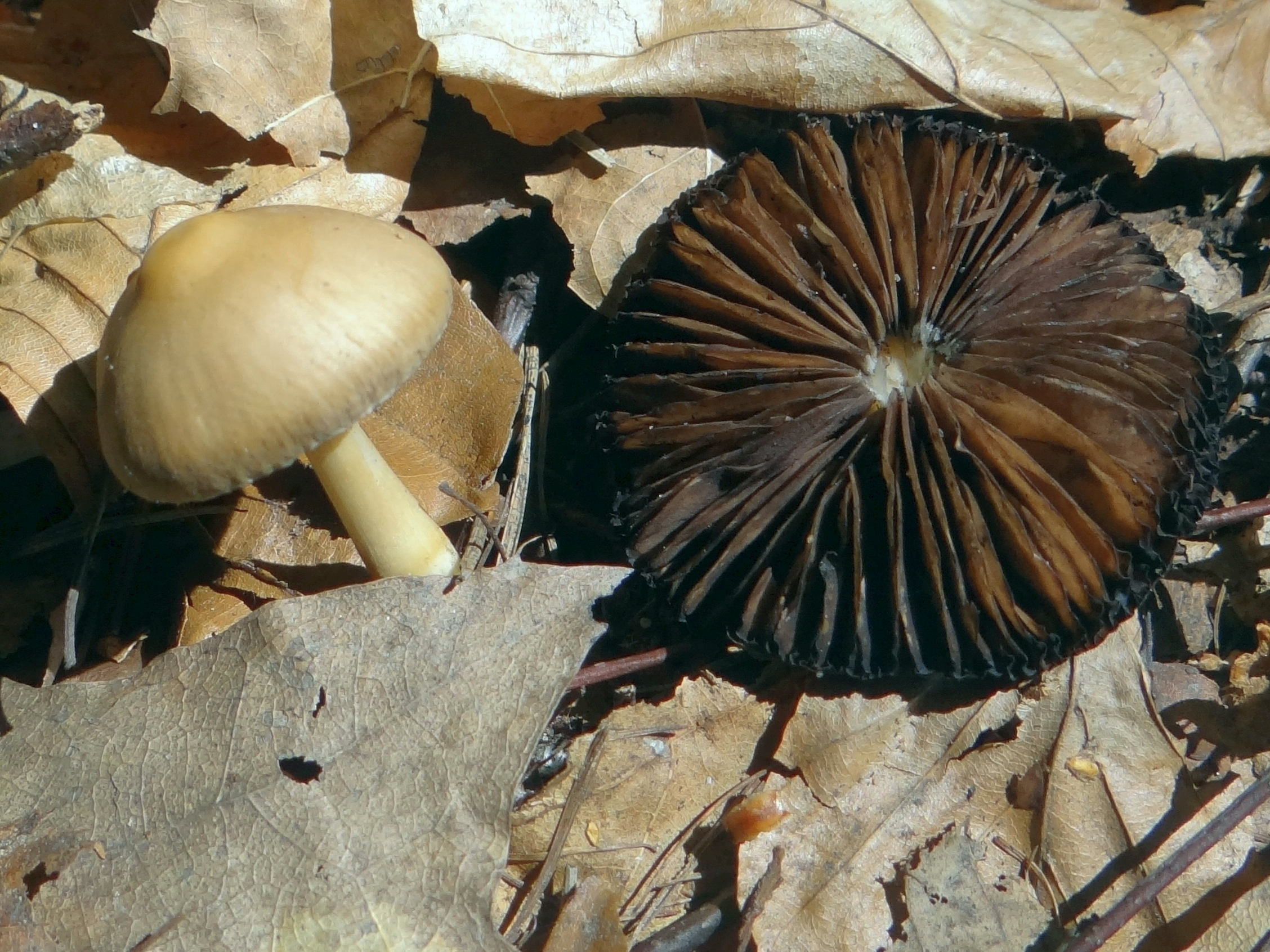

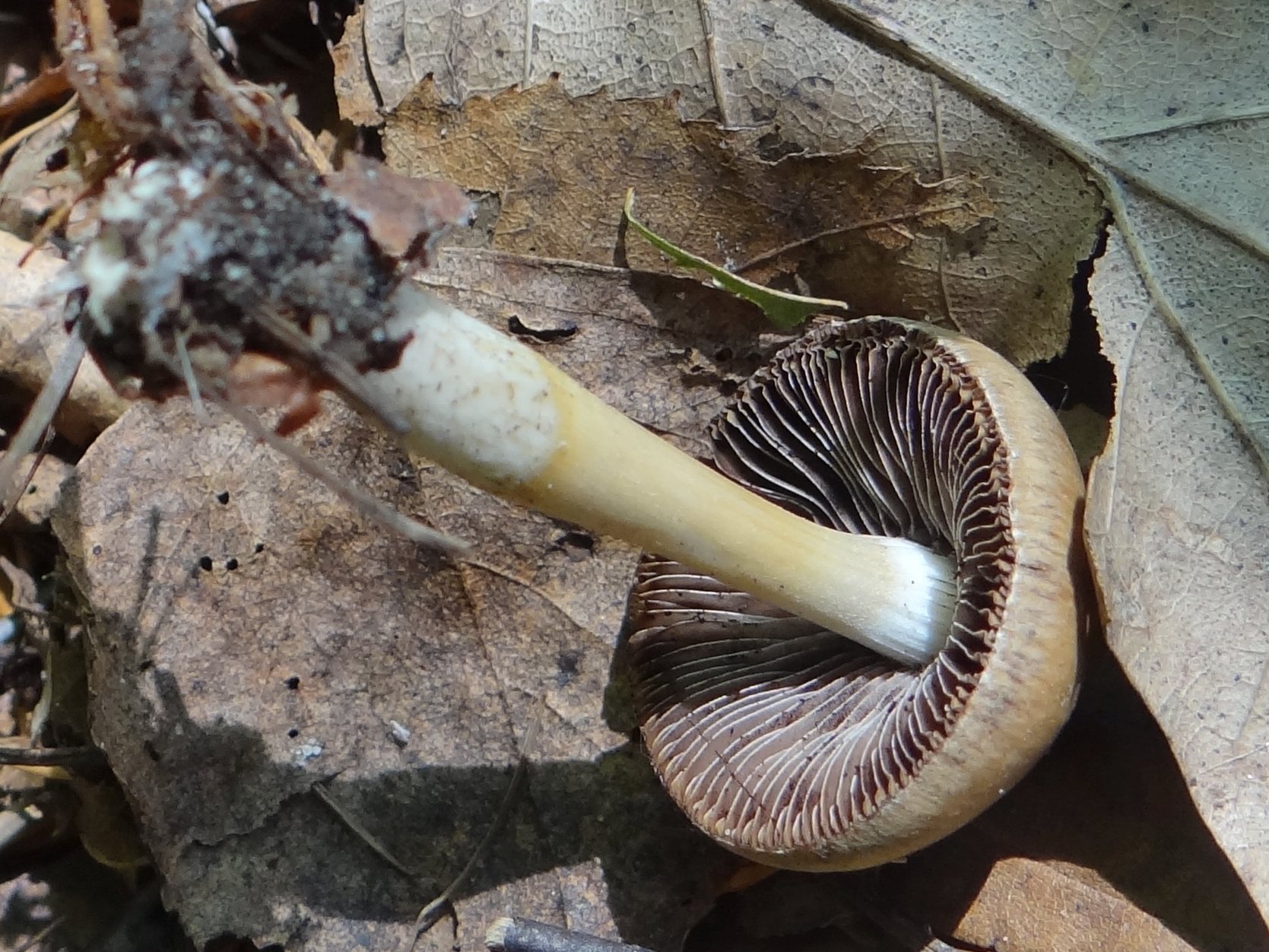

Kruchaweczka białotrzonowa (Psathyrella obtusata (Pers.) A.H. Sm.) – gatunek grzybów należący do rodziny kruchaweczkowatych (Psathyrellaceae).

## Systematyka i nazewnictwo
Pozycja w klasyfikacji według Index Fungorum: Psathyrella, Psathyrellaceae, Agaricales, Agaricomycetidae, Agaricomycetes, Agaricomycotina, Basidiomycota, Fungi.
Po raz pierwszy takson ten opisał w 1801 r. Christiaan Hendrik Persoon, nadając mu nazwę Agaricus obtusatus. Obecną, uznaną przez Index Fungorum nazwę nadał mu Alexander Hanchett Smith w 1941 r.
Synonimy:
- Agaricus obtusatus Pers. 1801
- Agaricus obtusatus var. hebes Fr. 1821
- Drosophila obtusata (Pers.) Quél. 1888
- Drosophila spadiceogrisea var. obtusata (Pers.) Quél. 1886
- Psathyra obtusata (Pers.) Gillet 1878
- Psathyrella obtusata f. nivescens E. Ludw. 2007
- Psathyrella obtusata var. aberrans Kits van Wav. 1987
- Psilocybe obtusata (Pers.) P. Kumm. 1871

Franciszek Błoński w 1889 r. nadał temu gatunkowi polską nazwę łączak przytępiony. Władysław Wojewoda uznał ją za nieodpowiednią i w 2003 r. zaproponował nazwę kruchaweczka białotrzonowa.

## Morfologia
Kapelusz
Szerokość 1–3,5 cm, w młodym wieku półkulisty do stożkowego, następnie łukowaty, higrofaniczny; w stanie wilgotnym półprzezroczyście rowkowany od brzegu aż do 2/3 średnicy, brązowawo-czerwonawy, na krawędziach, a po wyschnięciu blaknący do jasnoochrowego, kremowego lub jasnobrązowego. Powierzchnia gładka, tylko w młodym wieku z włóknistymi lub łuszczącymi się pozostałościami osłony, które wkrótce znikają.
Blaszki
Przyrośnięte, początkowo szarawe, później brązoworóżowe, w dojrzałym okresie czekoladowe z fioletowym odcieniem. Ostrza białe.
Trzon
Cylindryczny lub bardzo lekko rozszerzona ku dołowi, kruchy. Powierzchnia jedwabista, u nasady biaława, czasem z lekkim czerwonobrązowym odcieniem w dolnej części.
Miąższ
Kruchy, cienki, o niewyraźnym zapachu i smaku.
Cechy mikroskopowe
Zarodniki 7,5-10 × 4,5–6 m, jajowate do elipsoidalnych, gładkie, ziarniste, z 1 lub więcej gutulami. Podstawki 17,5 do 24,5 × 8,5 do 10,5 µm, 4-zarodnikowe, rzadko 2-zarodnikowe. Pleurocystydy 35–70 × 8–16 µm, zwykle w kształcie kolby, czasami tępostożkowate do wrzecionowatych. Cheilocystydy dwóch różnych typów.
Gatunki podobne
Jest kilka bardzo podobnych gatunków, możliwych do odróżnienia jedynie na podstawie cech mikroskopowych.

## Występowanie
Znane jest występowanie kruchaweczki białotrzonowej w Ameryce Północnej, Europie, Korei i Japonii. Władysław Wojewoda w swoim zestawieniu grzybów wielkoowocnikowych Polski w 2003 r. podaje liczne jej stanowiska z uwagą, że jej rozprzestrzenienie i stopień zagrożenia nie są znane. Kilka bardziej aktualnych stanowisk podaje internetowy atlas grzybów. Zaliczona w nim jest do gatunków zagrożonych i wymagających ochrony.
Grzyb saptotroficzny. Występuje w lasach liściastych, ogrodach botanicznych, w trawie, wśród opadłych liści na drewnie drzew liściastych. Owocniki pojawiają się od maja do października.